# Трошковна станица
Трошковна станица је обично део предузећа које се може посматрати као независна техничко економска целина у склопу целог система. Трошковна станица може бити на пример сектор за развој, сектор продаје, сектор за сервисне услуге... Суштина поделе је да се на мањим целинама лакше прате приходи и трошкови. Поједине целине као нпр продаја приказују и приходе и расходе док на пример развој приказује само трошкове. 
Пракса је да почетком финансијске године праве планови прихода и расхода за сваку трошковну станицу понаособ. Планови се онда достављају руководству предузећа које сумира планиране приходе и расходе. Руководство сумирајући планиране резултате по потреби врши корекције - обично захтева повећање прихода и смањење трошкова и у том случају враћа трошковним станицама да изврше одговарајуће корекције нпр. смањење трошкова. 
Смењење трошкова се постиже смањењем обима неких активности (нпр мање се планирају путовања) па до драстичних као што је смањење особља.
Током године, економска функција у предузећу, прати приходе и расходе и упозорава трошковне станице и управу предузећа ако се пробију дозвољени лимити.
По потреби планираље се ради на нивоу године, квартала, месеца па чак и недеље.